# BrightSource Energy
BrightSource Energy è un'impresa di Oakland in California che progetta, costruisce, finanzia e opera in strutture per centrali solari a basso costo.
Nel marzo 2008, BrightSource entrò in una serie si accordi d'acquisto con Pacific Gas and Electric Company (PG&E) per impianti fino a 900Mw.
Attualmente sta sviluppando una serie di centrali elettriche nel sud della California, con la costruzione del primo impianto pianificato per il 2009.